# Élections à la Junte générale de la principauté des Asturies de 1987
Les élections à la Junte générale de la principauté des Asturies de 1987 (en espagnol : elecciones a la Junta General del Principado de Asturias de 1987) se tiennent le mercredi 10 juin 1987, afin d'élire les 45 députés de la IIe législature de la Junte générale de la principauté des Asturies pour un mandat de quatre ans.
Le scrutin voit le Parti socialiste perdre sa majorité absolue en sièges et suffrages exprimés, mais conserver sa place de première force politique.

## Mode de scrutin
La Junte générale de la principauté des Asturies (Junta general del principado de Asturias) est une assemblée parlementaire monocamérale constituée de 45 députés (diputados) élus pour une législature de quatre ans au suffrage universel direct selon les règles du scrutin proportionnel d'Hondt par l'ensemble des personnes résidant dans la communauté autonome où résidant momentanément à l'extérieur de celle-ci, si elles en font la demande.

### Convocation du scrutin
Conformément à l'article 25 du statut d'autonomie des Asturies, la Junte générale est élue pour un mandat de quatre ans. L'article 15 de la loi électorale asturienne du 26 décembre 1986 précise que les élections sont convoquées au moyen d'un décret du président de la principauté des Asturies, signé 25 jours avant la fin du mandat et publié au Journal officiel, le scrutin devant se tenir entre le 54e et le 60e jour suivant la publication du décret.

### Nombre de députés par circonscription
Puisque l'article 25 du statut d'autonomie prévoit que le nombre de députés sera situé « entre 35 et 45 », l'article 12 de la loi électorale dispose que le nombre de parlementaires est fixé à 45 et l'article 10 institue trois circonscriptions électorales : occidentale, centrale, et orientale.
L'article 12 attribue à chaque circonscription 2 sièges, les 39 mandats restant étant distribués en fonction de la population. Le décret de convocation des élections, publié le 14 avril 1987, dispose que la circonscription centrale se voit attribuer 32 députés, la circonscription occidentale 8 députés et la circonscription orientale 5 députés.

### Présentation des candidatures
Peuvent présenter des candidatures, : 
- les partis ou fédérations politiques enregistrées auprès du registre des associations politiques du ministère de l'Intérieur ;
- les coalitions électorales de ces mêmes partis ou fédérations dûment constituées et inscrites auprès de la commission électorale au plus tard 15 jours après la convocation du scrutin ;
- et les électeurs de la circonscription, en nombre d'au moins 500 et représentant au plus 0,1 % des inscrits.

### Répartition des sièges
Seules les listes ayant recueilli au moins 3 % des suffrages valides dans une circonscription peuvent participer à la répartition des sièges à pourvoir dans cette même circonscription, qui s'organise en suivant différentes étapes : 
- les listes sont classées en une colonne par ordre décroissant du nombre de suffrages obtenus ;
- les suffrages de chaque liste sont divisés par 1, 2, 3... jusqu'au nombre de députés à élire afin de former un tableau ;
- les mandats sont attribués selon l'ordre décroissant des quotients ainsi obtenus[8].

Lorsque deux listes obtiennent un même quotient, le siège est attribué à celle qui a le plus grand nombre total de voix ; lorsque deux candidatures ont exactement le même nombre total de voix, l'égalité est résolue par tirage au sort et les suivantes de manière alternative.

## Campagne

### Principales forces politiques
| Force politique | Force politique                                                     | Force politique | Chef de file                 | Idéologie                                                   | Résultats en 1983          |
| --------------- | ------------------------------------------------------------------- | --------------- | ---------------------------- | ----------------------------------------------------------- | -------------------------- |
|                 | Parti socialiste ouvrier espagnol Partido Socialista Obrero Español | PSOE            | Pedro de Silva (Président)   | Centre gauche Social-démocratie, progressisme, régionalisme | 52,2 % des voix 26 députés |
|                 | Alliance populaire Alianza Popular                                  | AP              | Isidro Fernández Rozada (es) | Droite Conservatisme, démocratie chrétienne                 | En coalition 11 députés    |
|                 | Gauche unie Izquierda Unida                                         | IU              | Francisco Javier Suárez      | Gauche radicale Communisme, écosocialisme, républicanisme   | 11,93 % des voix 5 députés |
|                 | Centre démocratique et social Centro Democrático y Social           | CDS             | Alejandro Rebollo            | Centre Libéralisme, social-libéralisme                      | 3,47 % des voix 0 député   |
|                 | Parti démocrate populaire Partido Demócrata Popular                 | PDP             | Celestino De Nicolás         | Centre droit Démocratie chrétienne                          | En coalition 3 députés     |

## Résultat

### Total régional
| Représentation en hémicycle sur un axe gauche-droite du résultat. |                                                   |         |       |       |        |               |
| Partis                                                            | Partis                                            | Voix    | %     | +/-   | Sièges | +/-           |
|                                                                   | Parti socialiste ouvrier espagnol (PSOE)          | 222 326 | 39,33 | 12,84 | 20     | 6             |
|                                                                   | Alliance populaire (AP)                           | 144 379 | 25,54 | Coal. | 13     | 2             |
|                                                                   | Centre démocratique et social (CDS)               | 106 155 | 18,78 | 15,31 | 8      | 8             |
|                                                                   | Gauche unie (IU)                                  | 69 175  | 12,24 | 0,31  | 4      | 1             |
|                                                                   | Parti asturianiste (PAS)                          | 7 302   | 1,29  | Nv.   | 0      | en stagnation |
|                                                                   | Parti des travailleurs – Unité communiste (PT-UC) | 4 862   | 0,86  | Nv.   | 0      | en stagnation |
|                                                                   | Parti démocrate populaire (PDP)                   | 3 591   | 0,64  | Coal. | 0      | 3             |
|                                                                   | Ensame Nacionalista Astur (es) (ENA)              | 2 800   | 0,50  | Nv.   | 0      | en stagnation |
|                                                                   | Parti socialiste des travailleurs (es) (PST)      | 2 473   | 0,44  | 0,4   | 0      | en stagnation |
|                                                                   | Autres                                            | 2 192   | 0,39  | NC    | 0      | NC            |
|                                                                   |                                                   |         |       |       |        |               |
| Votes valides                                                     | Votes valides                                     | 565 255 | 97,38 |       |        |               |
| Votes blancs                                                      | Votes blancs                                      | 7 066   | 1,22  |       |        |               |
| Votes nuls                                                        | Votes nuls                                        | 8 115   | 1,40  |       |        |               |
| Total                                                             | Total                                             | 580 436 | 100   | –     | 45     | en stagnation |
| Abstentions                                                       | Abstentions                                       | 288 175 | 33,18 |       |        |               |
| Inscrits / Participation                                          | Inscrits / Participation                          | 868 611 | 66,82 |       |        |               |

### Par circonscription
|             |             |         |         |               |               |         |         |               |               |        |        |               |               |  |  |  |  |  |  |
| Sièges      | Sièges      | 8       | 8       | en stagnation | en stagnation | 32      | 32      | en stagnation | en stagnation | 5      | 5      | en stagnation | en stagnation |  |  |  |  |  |  |
|             |             |         |         |               |               |         |         |               |               |        |        |               |               |  |  |  |  |  |  |
|             |             | Nombre  | Nombre  | %             | %             | Nombre  | Nombre  | %             | %             | Nombre | Nombre | %             | %             |  |  |  |  |  |  |
| Inscrits    | Inscrits    | 129 380 | 129 380 | 100,00        | 100,00        | 671 889 | 671 889 | 100,00        | 100,00        | 67 342 | 67 342 | 100,00        | 100,00        |  |  |  |  |  |  |
| Abstentions | Abstentions | 46 489  | 46 489  | 35,93         | 35,93         | 222 220 | 222 220 | 33,07         | 33,07         | 19 466 | 19 466 | 28,91         | 28,91         |  |  |  |  |  |  |
| Votants     | Votants     | 82 891  | 82 891  | 64,07         | 64,07         | 449 669 | 449 669 | 66,93         | 66,93         | 47 876 | 47 876 | 71,09         | 71,09         |  |  |  |  |  |  |
| Nuls        | Nuls        | 1 028   | 1 028   | 1,24          | 1,24          | 6 342   | 6 342   | 1,41          | 1,41          | 745    | 745    | 1,56          | 1,56          |  |  |  |  |  |  |
| Blancs      | Blancs      | 623     | 623     | 0,75          | 0,75          | 6 046   | 6 046   | 1,34          | 1,34          | 397    | 397    | 0,83          | 0,83          |  |  |  |  |  |  |
| Exprimés    | Exprimés    | 81 240  | 81 240  | 98,01         | 98,01         | 437 281 | 437 281 | 97,25         | 97,25         | 46 734 | 46 734 | 97,61         | 97,61         |  |  |  |  |  |  |
|             |             |         |         |               |               |         |         |               |               |        |        |               |               |  |  |  |  |  |  |
| Partis      | Partis      | Voix    | %       | Sièges        | +/-           | Voix    | %       | Sièges        | +/-           | Voix   | %      | Sièges        | +/-           |  |  |  |  |  |  |
|             | PSOE        | 37 550  | 46,22   | 4             | en stagnation | 163 919 | 37,49   | 13            | 6             | 20 857 | 44,63  | 3             | en stagnation |  |  |  |  |  |  |
|             | AP          | 22 832  | 28,10   | 3             | 1             | 104 843 | 23,98   | 8             | 1             | 16 704 | 35,74  | 2             | en stagnation |  |  |  |  |  |  |
|             | CDS         | 11 329  | 13,95   | 1             | 1             | 88 398  | 20,22   | 7             | 7             | 6 428  | 13,75  | 0             | en stagnation |  |  |  |  |  |  |
|             | IU          | 7 121   | 8,77    | 0             | 1             | 60 339  | 13,80   | 4             | en stagnation | 1 715  | 3,67   | 0             | en stagnation |  |  |  |  |  |  |
|             | PDP         | 1 268   | 1,56    | 0             | 1             | 2 095   | 0,48    | 0             | 2             | 228    | 0,49   | 0             | en stagnation |  |  |  |  |  |  |
|             | Autres      | 1 140   | 1,40    |               |               | 17 687  | 4,04    |               |               | 802    | 1,72   |               |               |  |  |  |  |  |  |